# Paula Sánchez de León
Paula Sánchez de León Guardiola (Valencia, 5 de junio de 1965) es una jurista y política española.

## Biografía
Doctora en Derecho por la Universidad de Valencia. De 1992 a 1996 ejerció actividad docente en esta institución, en el Departamento de Derecho Civil. Asimismo, ha colaborado en numerosos artículos o revistas de índole jurídica, entre los cuales hizo comentarios de sentencias del Tribunal Supremo.

## Carrera política
Desde 1996 ha ocupado varios cargos en la Generalidad Valenciana como directora del gabinete de la Consejería de Cultura, Educación y Ciencia de la Generalidad Valenciana; directora del gabinete de la conselleria de Bienestar Social de la Generalidad Valenciana; directora del gabinete de las Cortes Valencianas; asesora del presidente de la Generalidad Valenciana; secretaria autonómica de Relaciones con el Estado y Comunicación y secretaria autonómica de Cohesión Territorial. 
En septiembre de 2008 fue nombrada consellera de Justicia y Administraciones Públicas. En las elecciones de 2011 fue responsable de la campaña del Partido Popular consiguiendo mayoría absoluta en las Cortes Valencianas. El presidente Francisco Camps la nombró vicepresidenta del consell y consellera de Presidencia, siendo confirmada un mes después por Alberto Fabra.
Desde el 2 de enero de 2012 hasta el 13 de junio de 2014 fue Delegada del Gobierno de España en la Comunidad Valenciana.

## Cargos desempeñados
- Directora del gabinete de la conselleria de Cultura, Educación y Ciencia de la Generalidad Valenciana.
- Directora del gabinete de la conselleria de Bienestar Social de la Generalidad Valenciana.
- Directora del gabinete de las Cortes Valencianas.
- Secretaria autonómica de Relaciones con el Estado y Comunicación y secretaria autonómica de Cohesión Territorial.
- Secretaria autonómica de Cohesión Territorial.
- Consejera de Justicia y Administraciones Públicas de la Generalidad Valenciana.
- Vicepresidenta y Consejera de Presidencia de la Generalidad Valenciana.
- Delegada del Gobierno de España en la Generalidad Valenciana.